# Juan Herrero
Juan Herrero, né le 5 août 1961 à Firminy, est un footballeur professionnel français évoluant au poste de milieu de terrain.

## Carrière
Formé au Nîmes Olympique, il intègre l'équipe première en janvier 1981. Titulaire au bout de plusieurs saisons, il participe à la montée en 1re division à l'issue de la saison 1983 en battant le Stade de Reims puis le FC Tours durant la phase de barrages.
Il joue donc sa première saison de D1 en 1983-1984, mais l'équipe termine avant dernière et retourne à l'étage inférieur.
En 1986, il rallie le CO du Puy, une équipe plus modeste de 2e division. Il y reste deux saisons, l'équipe ne brille ni en championnat ni en Coupe de France.
Il retrouve la D1 avec l'AS Cannes dès 1988, toujours pour deux saisons mais est peu aligné.
Enfin, il revient en D2 s'engage au FC Tours pour la saison 1990-1991.